# Armoiries des Kiribati
Les armoiries des Kiribati reprennent le blason dessiné par Sir Arthur Grimble en 1932 pour la colonie britannique des îles Gilbert et Ellice. La principale modification, intervenue en juillet 1979 lors de l'accession à l'indépendance des Kiribati est l'adjonction de la nouvelle devise nationale en gilbertin (Te mauri, te raoi ao te tabomoa — Santé, paix et prospérité).